# Magnolite
La magnolite è un minerale.